# B-Daman Crossfire
B-Daman Crossfire (Japans: クロスファイトビーダマン, Cross Fight B-Daman) is de eerste animereeks van B-Daman van de Cross Fight-reeks en de zevende B-Daman anime in totaal. Op 2 september 2013 werd de eerste aflevering in Vlaanderen uitgezonden door VIER en door Disney XD. Ook werd de anime uitgezonden op Nicktoons. Een vervolg op deze reeks, Cross Fight B-Daman eS, volgde de week na de uitzending van de laatste aflevering van deze reeks.